# Klesno
Klesno is een plaats in het Poolse district  Strzelecko-drezdenecki, woiwodschap Lubusz. De plaats maakt deel uit van de gemeente Drezdenko en telt 200 inwoners.